# Grupo etnorreligioso
Um grupo etnorreligioso (ou um grupo etno-religioso) é uma agrupamento de pessoas que são unidas por um fundo religioso e étnico comum.
Além disso, o termo grupo etnorreligioso, junto com grupos etnorregionais e etno-linguísticos, é uma subcategoria de etnicidade e é usado como evidência de crença em uma cultura e ancestralidade comuns.
Em um sentido mais estrito, eles se referem a grupos cujas tradições religiosas e étnicas estão historicamente ligadas.

## Características
Os elementos que são definidos como características de um grupo etnorreligioso são "caráter social, experiência histórica e crenças teológicas".
Uma fechamento da comunidade ocorre através de uma estrita endogamia, que é especificamente para a comunidade e que distingue uma comunidade etno-religiosa, ou seja, como distinta de qualquer outro grupo.

## Definindo um grupo etnorreligioso
Em geral, as comunidades etnorreligiosas definem sua identidade étnica não apenas por herança ancestral nem simplesmente por afiliação religiosa, mas normalmente através de uma combinação de ambas. Um grupo etnorreligioso tem uma história compartilhada e uma tradição cultural - que pode ser definida como religiosa - própria. Em muitos casos, os grupos etnorreligiosos são grupos etno-culturais com uma religião étnica tradicional; em outros casos, os grupos etnorreligiosos começam como comunidades unidas por uma fé comum que, através da endogamia, desenvolveram laços culturais e ancestrais.
Algumas identidades de grupos etnorreligiosos são reforçadas pela experiência de viver dentro de uma comunidade maior como uma minoria distinta. Os grupos etnorreligiosos podem estar ligados ao nacionalismo étnico se o grupo etnorreligioso possui uma base histórica em uma região específica. Em muitos grupos etnorreligiosos, é dada ênfase à endogamia religiosa e à desestimulação de casamentos ou relações inter-religiosas como meio de preservar a estabilidade e a longevidade histórica da comunidade e cultura.

## Exemplos
O termo "etnorreligioso" foi aplicado por fontes confiáveis aos seguintes grupos.
| Grupos religiosos etnoculturais | Religiões étnicas | Etnias religiosas |
| --- | --- | --- |
| - Alauitas - Amishs - Doukhobores - Drusos - Anabatistas - Judeus - Mandeus - Maronitas - Menonitas - Molocanos - Mórmons - Samaritanos - Cristãos de São Tomé - Shabaks - Sikhs - Yazidis (disputado) - Parsis - Umbanda - Candomblé | - Afares - Armênios - Assírios - Coptas - Decanis - Hinduísmo balinense - Protestantes holandeses reformados - Ortodoxos gregos - Kalash - Mahar - Malaios - Ortodoxos russos - Setos - Somalis - Turcomenos sírios | - Cristãos gregos antioquenos - Croatas católicos - Macedônios muçulmanos - Muçulmanos (grupo étnico-religioso) - Goranos - Bósnios - Pomaks - Sérvios - Católicos irlandeses - Protestantes do Ulster |

### Judeus
Antes do exílio babilônico, os israelitas já haviam se estabelecido como um grupo étnico-religioso, provavelmente antes do tempo de Oséias.
Desde o século 19, o judaísmo reformista se difere do judaísmo ortodoxo em questões de teologia e prática; no entanto, no final do século 20 e início do século 21, o movimento reformista passa a restaurar certas tradições e práticas que havia anteriormente abandonado (por exemplo, usar o talit e/ou o kippah; o uso do hebraico na liturgia).
Nos Estados Unidos, a taxa crescente de casamentos mistos tem levado a tentativas de facilitar a conversão do cônjuge, embora a conversão para facilitar o casamento seja fortemente desencorajada pela lei judaica tradicional. Se o cônjuge não se converter, o movimento reformista reconhecerá a descendência patrilinear. As interpretações tradicionais da lei judaica reconhecem apenas a descendência pela linha materna.
Muitos filhos de casamentos mistos não se identificam como judeus e o movimento reformista só reconhece os filhos de casamentos mistos como judeus se eles "estabelecerem através de atos públicos e formais apropriados e oportunos de identificação com a fé e o povo judeu." Na prática, a maioria dos judeus reformistas afirma a descendência patrilinear como um meio válido de identificação judaica, especialmente se a pessoa foi "criada como judeu".
Desde meados dos anos 1960, a identidade nacional israelense passou a estar ligada à identidade judaica como resultado do sionismo. Em Israel, os tribunais religiosos judaicos têm autoridade sobre questões de status pessoal, o que tem causado atritos com judeus seculares que às vezes precisam deixar o país para se casar ou se divorciar, especialmente no que diz respeito ao status herdado de mamzer, o casamento de homens da linhagem sacerdotal, pessoas não reconhecidas como judias pelo rabinado e em casos de agunah. O rabinato israelense só reconhece certos rabinos ortodoxos aprovados como legítimos, o que tem causado atritos com judeus da diáspora, que por séculos nunca tiveram uma autoridade geral.

### Anabatistas
Outros exemplos clássicos de grupos etnorreligiosos são os grupos anabatistas tradicionais, como os amish da Velha Ordem, os hutteritas, os menonitas da Velha Ordem e os grupos tradicionais falantes de plautdietsch, como os menonitas da Velha Colônia.
Todos esses grupos possuem um pano de fundo cultural compartilhado, um dialeto como língua cotidiana (alemão da Pensilvânia, Hutterisch, Plautdietsch), uma versão compartilhada de sua fé anabatista, uma história compartilhada de vários séculos, além da pouca aceitação estranhos em suas comunidades nos últimos 250 anos. Eles também podem compartilhar comidas, vestimentas e outras tradições comuns.
Os grupos menonitas modernos evangelizadores, como a Conferência Menonita Evangélica, cujos membros perderam sua ascendência comum, sua língua étnica comum, seu traje tradicional e outras tradições étnicas típicas, já não são vistos como um grupo etnorreligioso, embora os membros dentro desses grupos ainda possam se identificar com o termo menonita como uma identificação étnica.

## Conceitos legais

### Austrália
Na lei australiana, a Lei de Anti-Discriminação de 1977, de Nova Gales do Sul, inclui "origem étnica, etnorreligiosa ou nacional" em sua definição de "raça". A referência a "etnorreligiosa" foi adicionada pela Lei de Anti-Discriminação de 1994. John Hannaford, o advogado-geral de Nova Gales do Sul, na época, explicou:
"O efeito da última emenda é esclarecer que grupos etnorreligiosos, como judeus, muçulmanos e sikhs, têm acesso às disposições de discriminação racial e da lei. Extensões da Lei de Anti-Discriminação para grupos etnorreligiosos não se estenderão à discriminação em razão da religião".
A definição de "raça" na Lei de Anti-Discriminação de 1998, da Tasmânia, também inclui "origem étnica, etnorreligiosa ou nacional". No entanto, ao contrário da lei de Nova Gales do Sul, ela também proíbe a discriminação com base em "crença ou afiliação religiosa" ou "atividade religiosa".

### Reino Unido
No Reino Unido, o caso jurídico marcante de Mandla versus Dowell-Lee estabeleceu uma definição legal para grupos étnicos com ligações religiosas, o que, por sua vez, abriu caminho para a definição de um grupo etnorreligioso. Ambos os judeuse sikhs foram determinados como sendo considerados grupos etnorreligiosos sob a Lei de Combate à Discriminação (1994).
A Lei de Combate à Discriminação (1994) fez referência ao Mandla versus Dowell-Lee, que definiu grupos étnicos como:
1. uma longa história compartilhada, da qual o grupo tem consciência como diferenciando-o de outros grupos, e a memória da qual ele mantém viva;
2. uma tradição cultural própria, incluindo costumes e maneiras familiares e sociais, frequentemente, mas não necessariamente associadas à observância religiosa. Além dessas duas características essenciais, as seguintes características são, na minha opinião, relevantes:
3. ou uma origem geográfica comum ou descendência de um pequeno número de ancestrais comuns;
4. uma língua comum, não necessariamente peculiar ao grupo;
5. uma literatura comum peculiar ao grupo;
6. uma religião comum diferente da dos grupos vizinhos ou da comunidade geral que o cerca;
7. ser uma minoria ou ser um grupo oprimido ou dominante dentro de uma comunidade maior. Por exemplo, um povo conquistado (digamos, os habitantes da Inglaterra logo após a conquista normanda) e seus conquistadores poderiam ser ambos grupos étnicos. A significância do caso foi que grupos como sikhs e judeus agora poderiam ser protegidos sob a Lei de Relações Raciais (1976).[65]